# Canonbie
Canonbie (in gaelico scozzese: Canonbaidh) è un villaggio di circa 400 abitanti della Scozia sud-occidentale, facente parte dell'area di consiglio del Dumfries e Galloway(contea tradizionale: Dumfriesshire), situato lungo il corso del fiume Esk, al confine con l'Inghilterra.

## Geografia fisica
Canonbie si trova a 2 miglia dal confine con l'Inghilterra e a 8 km a sud-ovest di Langholm (Regno Unito).

## Storia
Nel corso del Medioevo si ergeva in loco un priorato agostiniano.
Tra il XIX e il XX secolo, si sviluppò in zona l'industria mineraria per l'estrazione del carbone e della calce.

## Monumenti e luoghi d'interesse

### Architetture militari
Tra i principali monumenti di Canonbie, figura la Gilnockie Tower, risalente al XV secolo.
Altro edificio d'interesse è la Holehouse Tower, fortificazione fatta erigere dalla famiglia Armstrong.

## Cultura
Il villaggio di Canonbie è stato descritto nel poema di Sir Walter Scott Marmion.

## Sport
La squadra di calcio locale è il Canonbie Football Club, club fondato nel 1925.